# Bodil Joensen
Bodil Bjarta Joensen (ur. 25 września 1944 w wiosce Hundige niedaleko Kopenhagi, zm. 3 stycznia 1985 w Kopenhadze) – duńska aktorka filmów pornograficznych. Prowadziła małą, przedsiębiorczą farmę i firmę zajmującą się hodowlą zwierząt. Zyskała popularność dzięki swoim licznym filmom pornograficznym, w których dokonywała aktów seksualnych ze zwierzętami.
Przez pewien czas była ikoną i celebrytką, prowadząc własny odnoszący sukcesy biznes, nie udało jej się przejść do głównego nurtu filmów, gdy zmieniły się nastroje rynkowe, zubożała i nie mogła już opiekować się swoimi zwierzętami. Została alkoholiczką i zmarła kilka lat później.

## Życiorys

### Wczesne lata
Urodziła się i dorastała w wiosce Hundige niedaleko Kopenhagi jako córka pobożnej chrześcijanki i wojskowego Daniela Johana Joensena, który był ciągle nieobecny w domu. Jej matka często znęcała się nad nią fizycznie, czasem brutalnie, i biczowała. Kiedy miała 12 lat, jej rodzice rozwiedli się.
Gdy miała 12 lat, jej matka podejrzewała, że została zgwałcona przez nieznajomego na stacji kolejowej, choć Bodil w swojej duńskiej biografii i wywiadzie z lat 80. twierdziła, że „tylko rozmawiali” lub że była „prawie zgwałcona”. Po powrocie do domu powiedziała o tym matce, została pobita i oskarżona o ten incydent. Szukając sposobu na odwet, przysięgła swojej matce, że kiedy dorośnie, będzie uprawiać seks z dzikami, komentując w wywiadzie, że jej matka była „tak zszokowana, że myślała, że jestem sprzymierzeńcem z diabłem”. Jej pies stał się jej najlepszym przyjacielem, towarzyszem i kochankiem, a do końca życia nosiła medalion z jego zdjęciem.

### Kariera
Jej kariera w pornografii rozpoczęła się w 1962 w wieku 17 lat, kiedy pojawiła się w produkcji „lekkiego fetyszu”. W 1969 zadebiutowała w podgatunku zoofilii. Zagrała w filmach pełnometrażowych i krótkometrażowych dla firm, takich jak Color Climax Corporation, a także dla pornografa Ole Ege Pornografi – en musical (1971), gdzie ona i inni aktorzy uprawiali seks z różnymi gatunkami zwierząt. W latach 1969–1972 zagrała ze zwierzętami w ponad 40 filmach, w tym Animal Lover (1970), Sexual Liberty Now (1971) i Sexy Vibrations (1971).
Miała swoją kolumnę w magazynie „Screw”, gdzie odpowiadała na listy czytelników.
Shinkichi Tajiri zrealizował film dokumentalny pt. Bodil Joensen – en sommerdag juli 1970 (ang. A Summer Day, 1970), który zdobył nagrodę Grand Prix na Wet Dream Film Festival, zorganizowany przez Jima Heynesa, który odbył się w Amsterdamie w dniach 26–29 listopada 1970.
W 1971 Bodil Joensen wystąpiła w filmie dokumentalnym Hvorfor gør de det? (inne tytuł: Why?, Why Do The Do It?), który został poddany krytyce m.in. przez feministkę Germaine Greer.
Od 1972 stopniowo traciła popularność. Zaczęła występować w pokazach tańca erotycznego, a także świadczyć prostytucję.

## Życie prywatne
Na początku lat 70. założyła własne gospodarstwo rolne w Odsherred, gdzie zamieszkała wraz z córką i partnerem Knudą P. Andersenem.
W 1981 skazana została na 30 dni pozbawienia wolności za zaniedbywanie zwierząt.
Zmarła 3 stycznia 1985 w Kopenhadze w wieku 40 lat. Twierdzono, że popełniła samobójstwo, jednak w opublikowanej w 2006 serii filmów dokumentalnych Channel 4 The Dark Side of Porn: The Real Animal Farm poinformowano, iż zmarła na marskość wątroby.